# パブロ・モラレス
パブロ・モラレス（Pedro Pablo Morales Jr.、1964年12月5日 - ）はアメリカ合衆国・イリノイ州シカゴ出身のアメリカ人男子競泳選手である。
ロサンゼルス・バルセロナの2度のオリンピックで金メダル3個、銀メダル2個を獲得した。

## 経歴

### 1984年ロサンゼルスオリンピック
400mメドレーリレーで金メダル、100mバタフライと200m個人メドレーで銀メダル、計3つのメダルを初のオリンピックで獲得した。

### 1986年マドリード世界選手権
100mバタフライと400mメドレーリレーで2冠を達成する。

### 1988年ソウルオリンピック
選考会で代表権を獲得することが出来なかった。

### 1992年バルセロナオリンピック
100mバタフライで個人種目では初めてオリンピック金メダルを獲得した。400mメドレーリレーでも金メダルを獲得し、2冠を達成。